# Henry Samuel Tanner
Pour les articles homonymes, voir Henry Tanner et Tanner.
Henry Samuel Tanner (7 février 1831 - 28 décembre 1918) est un médecin américain partisan du jeûne. En 1880, il effectue un jeûne de 40 jours dans la ville de New York, sous la surveillance de ses collègues de l'Académie de Médecine de New York. 